# 鄧有才
鄧有才（1917年9月7日—2010年11月14日），生於台灣日治時期，是台灣第一位柴油列車司機員。同時也是一位公益慈善家。鄧有才除了被臺鐵出版紀念刊物《臺鐵百年經典人物》列為其中之一外，於2011年舉行之中華民國建國百年活動及宣傳中，更將鄧有才列為建國百年經典人物。

## 生平
鄧有才先生出生於1917年出生，1937年進入台灣總督府直屬鐵道部擔任基層練習生。1940年，由於工作勤奮並表現優異而獲選為早期汽油車司機員，為第一位台籍鐵路司機員。中華民國政府接管臺灣後，調職臺灣鐵路管理局花蓮管理處，於鐵道部改制後的台灣鐵路管理局繼續服務，歷任人事股長、福利社主任、餐旅部主任、貨運服務所主任及總務股長等職務。
1981年，鄧有才以服務四十五年的年資屆齡退休，當時六十五歲。退休後鄧有才投入於醫院志工服務，環保與地方社區服務。
1998年起，已82歲高齡的鄧有才，仍又回到台鐵花蓮車站擔任鐵路局志工，繼續服務旅客。而連同他退休後在花蓮火車站擔任志工十二年的資歷，他總共服務於台鐵已長達五十七個年頭。 
鄧有才先生在長期擔任鐵路、醫院、環保團體志工中，服務充滿熱情，先後獲得臺鐵志工服務獎、中華民國最高齡環保志工、等獎項。他的志工服務總時數也已經超過了七千個小時。在花蓮許多義工服務的行列中都能見到他的身影，直到逝世的前一天，仍然堅守崗位盡責無私的服務。 一生奉獻於地方與國家，精神令人感佩懷念。

## 事蹟
鄧有才先生的名言：「旅客把生命交給我，我就要負責把他們平安送回家！」
曾經在戰爭中他以生命守護火車頭，在冒著颱風天開火車堅持負責的將旅客安全送達目的地，他與鐵道存在著七十多年的情感。 他的一生敬業負責, 無私奉獻, 在長期擔任鐵路志工，醫院、環保團體義工中，不僅熱心服務，且愛心助人，更是長期捐款幫助付不出醫藥費的貧困病患，而多年來，獲得許多服務獎章，更曾獲得全國好人好事代表、花蓮縣志工楷模、花蓮年度社會服務義工最傑出人士、台灣省熱心環保衛生公益人士楷模全國模範老人、花蓮縣績優志工金質獎、全國衛生保健績優志工德馨獎的肯定。 許多的人們都敬稱他「火車爺爺」和「鄧爸爸」。
中華民國交通部為感念鄧有才先生一生專業盡責，無私的服務與奉獻， 特選為台鐵百年經典人物， 同時特別拍攝製作「無限懷念鄧有才先生」專輯。

## 建國百年經典人物專輯
- 鐵路局鄧有才 （页面存档备份，存于）
- 大道之行/鐵道奔馳 永遠台鐵人‧鄧有才

## 外部新聞連結
- 總統接見第四屆慈光獎全國慈善家庭楷模（页面存档备份，存于）中華民國總統府新聞稿
- 92歲高齡志工鄧有才的故事（页面存档备份，存于）大紀元新聞
- 高齡志工分享長壽秘訣 鄧有才：「多運動、常保笑容並服務到老。」（页面存档备份，存于）中央社
- 93歲鄧有才 天天帶頭做體操（页面存档备份，存于）自由時報
- 93歲鄧有才 台鐵最老剪票志工（页面存档备份，存于）自由時報
- 93歲鄧有才 台鐵最老剪票志工（页面存档备份，存于）新唐人亞太台
- 93歲鄧有才台鐵最老剪票員（页面存档备份，存于）民視新聞
- 9旬夫妇做志工不亦乐乎 为台湾最年长志工夫妻档（页面存档备份，存于）中国新闻网
- 退休30年 94歲鄧有才忙做志工（页面存档备份，存于）客家電視新聞
- 花蓮站最老志工 94歲鄧有才退而不休（页面存档备份，存于）自由時報
- 當志工養生 94歲鄧有才獲耆壽獎（页面存档备份，存于）自由時報
- 白金婚禮 牽手70載滿是恩愛（页面存档备份，存于）自由時報
- 火車爺爺鄧有才 永遠台鐵人中央社